# ダウンタウン・セブン
『ダウンタウン・セブン』は、2001年10月10日から2003年3月12日までTBS系列局で放送されていた毎日放送テレビ（MBSテレビ）製作のバラエティ番組である。

## 概要
放送開始から半年間はダウンタウンの浜田雅功と松本人志が司会を務めるトークバラエティ番組だったが、2002年春の改編で家族をテーマにしたクイズ番組へとリニューアル。さらに同年秋の改編で世直しをテーマにした討論番組へとリニューアルしたものの、番組は合わせて2年間で幕を閉じることとなった。
番組タイトルは、毎日放送公式サイトの番組表と新聞のラテ欄においては「ダウンタウンセブン7」と表記されていた。また、2時間スペシャルとして放送される際には『ダウンタウン777』（ダウンタウン・セブンフィーバー）をタイトルに用いていた。タイトルロゴの「・」の部分には七芒星がデザインされていた。

## 放送時間
いずれも日本標準時。
- 水曜 19:00 - 19:54 （2001年10月10日 - 2002年3月20日） - 初回は2時間スペシャルで放送。また、2002年2月20日から同年3月20日までは2時間スペシャル『ダウンタウン777』を隔週ペースで放送。
- 水曜 18:55 - 19:54 （2002年4月10日 - 2003年3月12日） - 5分拡大。

## 番組開始当初（2001年10月 - 2002年3月）

### 番組内容
毎週8人程度の芸能人を招き、視聴者からの疑問・質問・相談に答える。ネットワークで集められた芸能人会員もメールを使って情報提供することで参加。芸能人ならではの裏情報などを提供するトーク番組。

### コーナー
芸能人メルタレ情報
トーク番組時代のメインコーナー。視聴者からの疑問、質問、相談にスタジオの芸能人や芸能人メール会員（メルタレ）が答える。
リサイクル セブン
スタジオのゲスト芸能人が要らない私物をスタジオにやってきた出張リサイクルショップに売る。リサイクルショップが査定した売値が気に入らないものや買い取ってもらえないものは、視聴者にプレゼントすることもあった。

### 補足
- 主に浜田が司会進行役を務めていたが、スタジオアナウンス（天の声）で濱田マリが姿を見せずに細かい進行を担当していた。
- なお、この期間内には相田翔子と坂口憲二がそれぞれ番組レギュラーとして出演していた。
- 2002年2月6日から3月20日までの間は、『超オフレコ!』と『ダウンタウン777』の2時間スペシャルが交互に放送される形式だった。ただし、2月13日の『ソルトレークTODAY』など、別の特番が放送されることもあった。
- 製作局の毎日放送では、2001年の年末と2002年春の改編期中に平日夕方の帯番組として再放送されていたことがある[1][2][3]。

## クイズ!スターの家族は謎だらけ?（2002年4月 - 9月）

### 番組内容
4組の芸能人の家族や親子（後期には2人1組・計4組の親戚や親友など）が登場し、他の家族に関するクイズをはじめとした様々なクイズ（当初は、他の家族に関するクイズのみだった）に答える。正解するごとにチームの色のボールを1つ（または2つ）獲得し、全問題終了後、「運命のガラガラタイム」で選ばれたチームが世界一周旅行を賭けたゲームに挑む。

### コーナー
家族の事件簿（2人の事件簿）
家族（親友）に関するエピソードクイズを出題する。当然、出題した家族（チーム）には解答権は無い。
フリップに筆答し、正解するとボール1つ（後期はボール2つ）を獲得。
クイズ!松本 脳内100%
事前に、松本にあるアンケート（「嫌いなスポーツは何?」など）に複数回答で答えてもらい、それを松本の裁量で百分率の円グラフにして発表。解答者は松本のアンケート回答を当てる。
ボール（得点）が低いチームから順に口頭で解答し、1項目正解するごとにボール2つを獲得。
運命のガラガラタイム
全問題終了後、クイズで獲得したボールを「ガラガラ抽選器」に入れ、松本が抽選。出たボールの色のチームが実質優勝となり、以下の世界一周旅行（や賞品）を賭けたゲームに挑戦できた。
コロコロ・ザ・ワールド
1回目・2回目の放送のみ登場。まずサイコロを2回振る。そして、3回目に振ったサイコロの目が1回目に出たサイコロの目と2回目に出たサイコロの目の間の数ならば「世界一周旅行」を獲得できる。
コリントゲーム
フリッパーの無いピンボールのようなゲームであるコリントゲームに挑戦し、ボールが入った所の賞品を獲得できる。
- 放送3回目のみ、ボールが入る場所は「世界一周旅行」か「はずれ」のいずれか2分の1であったが、放送3回目以降は「世界一周旅行」を含む4つ（変更当初は「世界一周旅行」の的が2つ、「はずれ」が2つ）となり、その後「世界一周旅行」の的が1つに減り、代わって「温泉宿泊券」の的が登場。その他の賞品を含めて5つとなった。
- 放送4回目以降は賞品の位置を自由に決め、その後にボールを打ち出す方式となった。

### 補足
- タイプとしては平凡なクイズ番組であったが、ボールを1つでも獲得（1問でも正解）していれば世界一周旅行のチャンスがあるという点に特色があった。
- 8月からは、夏休み特別企画として「芸能人の親友スペシャル」が放送され、その後はこの企画の最終回まで「親友SP」として放送され、家族が出演することは無くなった。
- 目玉賞品である「世界一周旅行」は開始当初から錦野旦家族、杉田かおる家族、高木ブー家族、萩原流行家族の4家族が見事に獲得し、4回続けて「世界一周旅行」を放出してしまった。
- 製作局の毎日放送では、2002年9月29日（日曜） 13:00 - 15:00 に関西ローカルの2時間スペシャル『ダウンタウン・セブン祭』が放送された[4]。

## 怒れ!熱き日本人（2002年10月 - 2003年3月）

### 番組内容
世の中に何らかの「不満」を持つ視聴者がそれを少しでも改善するため「提案」を持ち出し、それを「鉄の壁」と呼ばれる7人の論客が様々な角度から厳しくチェック。そこで繰り広げられる大激論を通じて、客席にいる陪審員100人のうち51人以上の支持を得られれば賞金100万円を獲得できた。支持率が51%を超えられなくても、松本が特に気に入った提案には松本賞として10万円が獲得できる場合もあった。
後期には、世の中のちょっとした不満を改善するアイディアを視聴者にハガキで投稿してもらい、「鉄の壁」のメンバーの評価によって5万円前後の賞金を贈呈するミニコーナーもあった。なお、有名人が「提案」を持ち出す特番を放送したこともある。

### 補足
- 当初は、提案者（「提案」を持ってきた視聴者）と「鉄の壁」のメンバーが提案について真剣に討論していたが、しだいに賞金100万円獲得者を出さないために、「提案」に納得してもわざと極端な反対意見を言う作戦や、大竹まことをはじめとする毒舌を得意とするメンバーが「提案」ではなく提案者の容姿や喋り方を侮辱する発言で提案者をヘコませる作戦が横行しはじめ（あまりにひどいものは、浜田がホイッスルで注意していた）、提案者も良い「提案」を持つ人よりもキャラクターの面白い人が優先されるようになるなど、だんだんと趣旨がずれていった。
- ダウンタウンの2人は提案者と「鉄の壁」のメンバーの討論には参加せず、ただ傍聴しているだけというスタイルだった。
- 100万円を獲得した提案は以下の通り。
  - 病院FF（ファーストフード）化（支持率78%）
  - 父子家庭にも援助を！（支持率75%）
  - 当せん金ジャンケン大会（支持率56%）[5]
  - お知らせタクシーメーター（支持率54%）
  - 前住人感想文（支持率51%）
  - 農業団地（支持率54%）
  - 笑顔で出国！スカイランド計画（支持率62%）
  - 途中下車清算システム（支持率65%）
- 松本賞を獲得した提案
  - 男子トイレ改造計画（支持率33%）
  - CMにジャニーズを！（支持率27%）
  - フラットスタートで世界新！（支持率9%）
  - ポイ捨て違反者識別システム（支持率47%）
  - ご協力感謝ガム（支持率12%）
  - 国語 算数 理科 ダジャレ（支持率15%）
- 以下は「鉄の壁」の主な出演者。
  - 大竹まこと
  - 江守徹
  - 川島なお美
  - テリー伊藤
  - 崔洋一
  - 大橋巨泉
  - 宮崎哲弥
  - 室井佑月
  - 山田五郎
  - 杉田かおる
  - 石原良純
  - ベッキー
  - 俵孝太郎
  - ほか

## ナレーター
- 田中総一郎 - 初期のトーク番組時代に担当。
- 広中雅志 - 『クイズ!スターの家族は謎だらけ?』時代に担当。
- 鳥井美沙 - 『クイズ!スターの家族は謎だらけ?』時代に担当。
- 根岸朗 - 『怒れ!熱き日本人』時代に担当。
- 横尾まり - 『怒れ!熱き日本人』時代のミニコーナーを担当。

## エンディングテーマ
- レディースナイト/THE★SCANTY
- feel the wind/Janne Da Arc
- Every night,Every time/STEEL
- LOOP/RUN&GUN
- ROCK THE SUN/PENPALS
- ここにいるから/siren

## スタッフ
- 演出：李闘士男（リー・ライダース）
- チーフディレクター：竹内誠（当時MBS、現フジテレビ）
- ディレクター：田中将徳、並木慶、長岡広晃、今井洋介、佐藤伸一、黒田源治、宮崎一孝、永島雅也、小澤俊一、田頭悟
- アシスタントディレクター：小野智也、平野隼人、桐谷太一、伊藤めぐみ、山崎文菜、武信孝
- 構成：高須光聖、村上卓史、松井洋介、長谷川朝二、岩本哲也、上野耕平、大船知充、金杉弘子／前田政二
- ブレーン：奥津啓治
- リサーチ：エフ・バックス、スコープ
- TP：加山郁芳、深谷高史
- SW：河西純
- CAM：遠山康之
- VE：齊藤雄一
- AUD：森田篤
- 照明：小田原敬、岩本康和
- 音効：秋山武、柳原英博、山本千秋
- 編集：馬場泰彦、渡辺篤、木村信彦
- MA：若生正和、日吉寛
- TK：島田真見
- 美術：上中晋雄、永田勝明、松沢由之
- デザイン：越野幸栄、別所晃吉
- 美術進行：横山勇
- タイトルデザイン：岩瀬匠
- ヘアメイク：牧瀬典子
- スタイリスト：高堂のりこ、北田あつ子
- 編成：赤石香喜
- 広報：若井勝
- 制作デスク：岩田うらら
- 制作進行：若生さとみ
- AP：中野伸二（毎日放送）、西田治朋
- 制作プロデューサー：長岡広晃、森口尚、山田剛寛、春名康好
- プロデューサー：佐藤昌弘（毎日放送）、岡本昭彦（吉本興業）、武野一起（ワイズビジョン、2001年10月 - 2009年9月）、江間浩司（NET WEB、2002年10月 - 2003年3月） - 2001年10月から2002年9月までは協力プロデューサー)
- チーフプロデューサー：河村盛文（毎日放送、放送開始から半年間）、白岩久弥（ワイズビジョン） - 放送開始から約半年後に発覚した自身と関連会社の脱税事件[6]で懲戒解雇されて途中降板。
- 技術協力：ニユーテレス、FLT、有明スタジオ、TDKコア、佳夢音
- 美術協力：フジアール
- スタッフ協力：リー・ライダース、ケーテン、ザ・ワークス
- 協力：ワイズビジョン（2001年10月 - 2002年9月） → NET WEB（2002年10月 - 2003年3月）
- 制作協力：吉本興業
- 製作著作：毎日放送